# ポール・ハギス
ポール・ハギス（Paul Haggis, 1953年3月10日 - ）は、カナダ・オンタリオ州出身の映画監督・脚本家・プロデューサー。ハリウッドを主な活動拠点としている。

## 略歴
『炎のテキサス・レンジャー』や『騎馬警官』、『L.A.ロー』などのテレビシリーズの監督・脚本・プロデュースを手がけ、エミー賞を受賞するなど高い評価を得る。映画脚本としては初めての『ミリオンダラー・ベイビー』でアカデミー賞にノミネートされ、作品賞を受賞。翌年には自身が監督、脚本、製作した『クラッシュ』で作品賞と脚本賞を受賞した。脚本を手掛けた作品が2年連続でアカデミー作品賞を受賞するのは史上初。他にも007シリーズなど話題作の脚本も手掛けている。
ハギスはサイエントロジーの元信者であり、2009年に、30年所属した教会から脱会した。アレックス・ギブニー監督のドキュメンタリー映画『ゴーイング・クリア: サイエントロジーと信仰という監禁』にも出演して証言している。

## 裁判
ハギスに対し、米ニューヨークの陪審団は2022年11月10日、性的暴行を受けたと告発した女性に、少なくとも750万ドル（約10億6千万円）の損害賠償を支払う責任があるとの評決をくだした。AP通信などが伝えた。

## 主な作品
- ミリオンダラー・ベイビー Million Dollar Baby （2004） - 製作・脚本
- クラッシュ Crash （2004） - 監督・製作・原案・脚本
- 007 カジノ・ロワイヤル Casino Royale （2006） - 脚本
- 父親たちの星条旗 The Flags of Our Fathers （2006） - 脚本
- 硫黄島からの手紙 Letters from Iwo Jima （2006） - 原案・製作総指揮
- 告発のとき In the Valley of Elah （2007） - 監督・脚本
- 007 慰めの報酬 Quantum of Solace （2008） - 脚本
- スリーデイズ The Next Three Days （2010） - 監督・製作・脚本
- サード・パーソン Third Person （2013） - 監督・製作・脚本
- ゴールド/金塊の行方 Gold   (2016)  - 製作